# الف (روان‌گردان)
اَلِف (به انگلیسی: Aleph (psychedelic)) با فرمول شیمیایی C۱۲H۱۹NO۲S یک ترکیب شیمیایی روان‌گردان است. این ماده به شناسه پاب‌کم ۱۴۳۸۲۸ ثبت شده است. جرم مولی الف ۲۴۰٫۳۵ g/mol می‌باشد. 